# Sukhoi T-60S
Sukhoi T-60S là một dự án máy bay ném bom tầm trung siêu âm của Liên Xô. Thiết kế khung có nhiều đặc điểm giống  Tu-22 với góc cánh thay đổi. Máy bay dự kiến được trang bị công nghệ tàng hình. Dự án T-60S bị hủy bỏ do thiết kế không được đánh giá là an toàn và có chi phí quá cao. Có rất ít thông tin về các đặc điểm kỹ thuật của mẫu máy bay này:
- Tầm hoạt động: 2.200 km Interest
- Trọng tải: 20.000 kg
- Vũ khí: Tên lửa hành trình Kh-101 và Kh-55/65

### Máy bay có tính năng tương đương
- Tu-22M3
- Sukhoi T-4
- XB-70 Valkyrie
- PAK DA